# Újezd u Boskovic
Újezd u Boskovic (en allemand : Aujest) est une commune du district de Blansko, dans la région de Moravie-du-Sud, en Tchéquie. Sa population s'élevait à 488 habitants en 2020.

## Géographie
Újezd u Boskovic se trouve à 3 km au sud de Boskovice, à 12 km au nord de Blansko, à 31 km au nord-nord-est de Brno et à 174 km à l'est-sud-est de Prague.

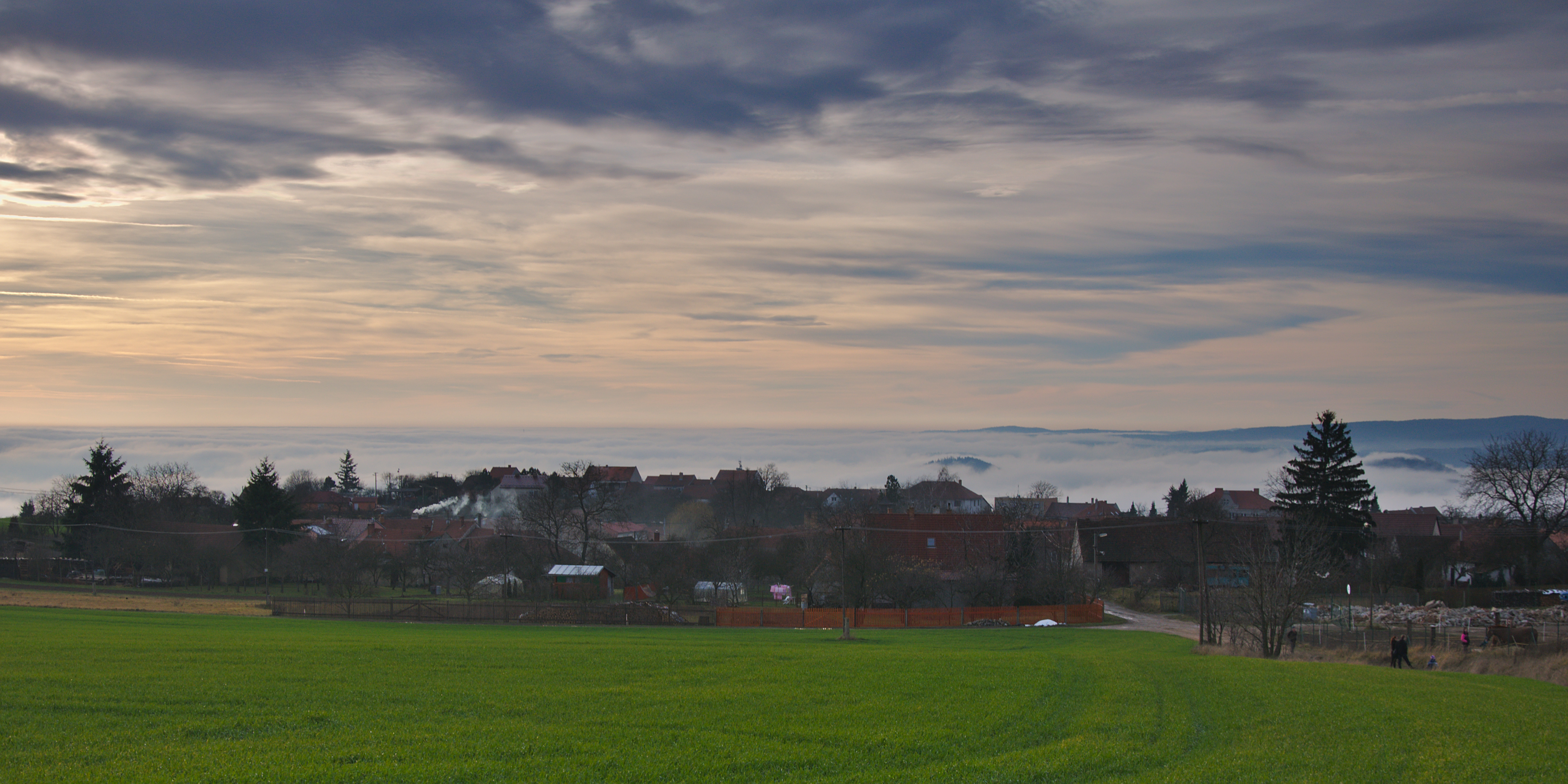
Panorama de Boskovic.

La commune est limitée par Boskovice au nord, par Valchov et Ludíkov à l'est, par Němčice et Doubravice nad Svitavou au sud, et par Lhota Rapotina à l'ouest.

## Histoire
La première mention écrite de la localité date de 1505.